# 迈克尔·加林多
迈克尔·加林多（或译作“馬卡爾·加連度·加斯坦爾達”，Maykel Galindo Castañeda）一般称作加連度，1981年1月28日生于比亞克拉拉省，古巴职业足球运动员，现效力于美國職業足球大聯盟球会美國芝華士，他曾代表 古巴出席在美國進行2005年美洲金杯，之後他向美國尋求庇護，結果成功地獲得庇護。